# 卡贝萨桑塔
卡贝萨桑塔是葡萄牙波尔图区的一个堂区。总面积5.1平方公里，总人口2537人，人口密度497.5人/平方公里。